# 彼得·哈根多夫

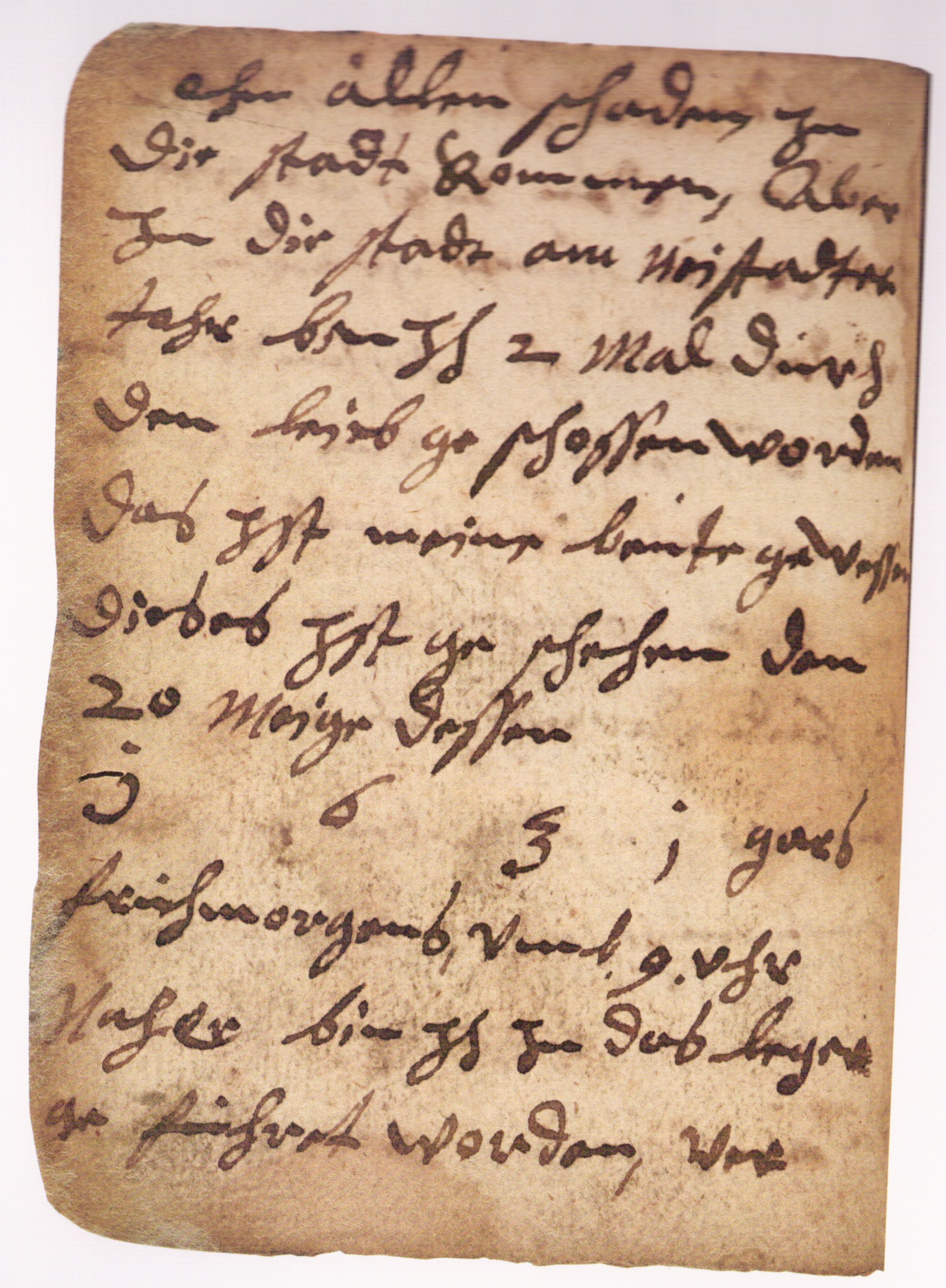
彼得·哈根多夫日记之一页

彼得·哈根多夫（德語：Peter Hagendorf，1601或02年—1679年2月4日）是一名三十年战争时期的德意志士兵，其日记是反映当时士兵生活的重要资料。现存的日记所记载的时间段为1625年至1649年之间的内容。
其日记由德国历史学家扬·彼得斯1988年发现于柏林国立图书馆，其后整理出版于1993年。发现之初由于经年损毁，日记的开头即末尾数页均已遗失，日记作者的名字并不为人所知。但经学者研究后发现，日记作者最有可能叫彼得·哈根多夫，生于马格德堡附近格尔茨克的一个工匠家庭。日记的内容向人们展示了十七世纪军队中生活的种种动荡不安。根据日记，他参与了马格德堡战役和讷德林根战役，在日记中对马格德堡的毁灭表现出了十分的悲哀。最令人吃惊的则是根据日记中所记载的内容，作者行军的总里程达近22500多公里。

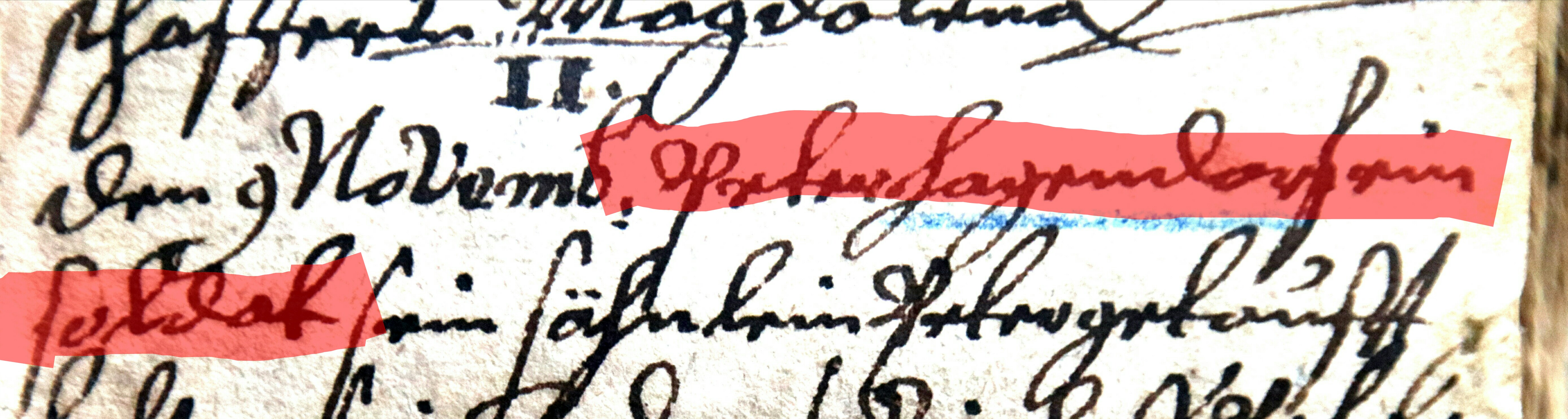
1649年11月19日（此为格里高利历，对应儒略历11月9日）的格尔茨克的教区记事录，红色标注者即为彼得·哈根多夫

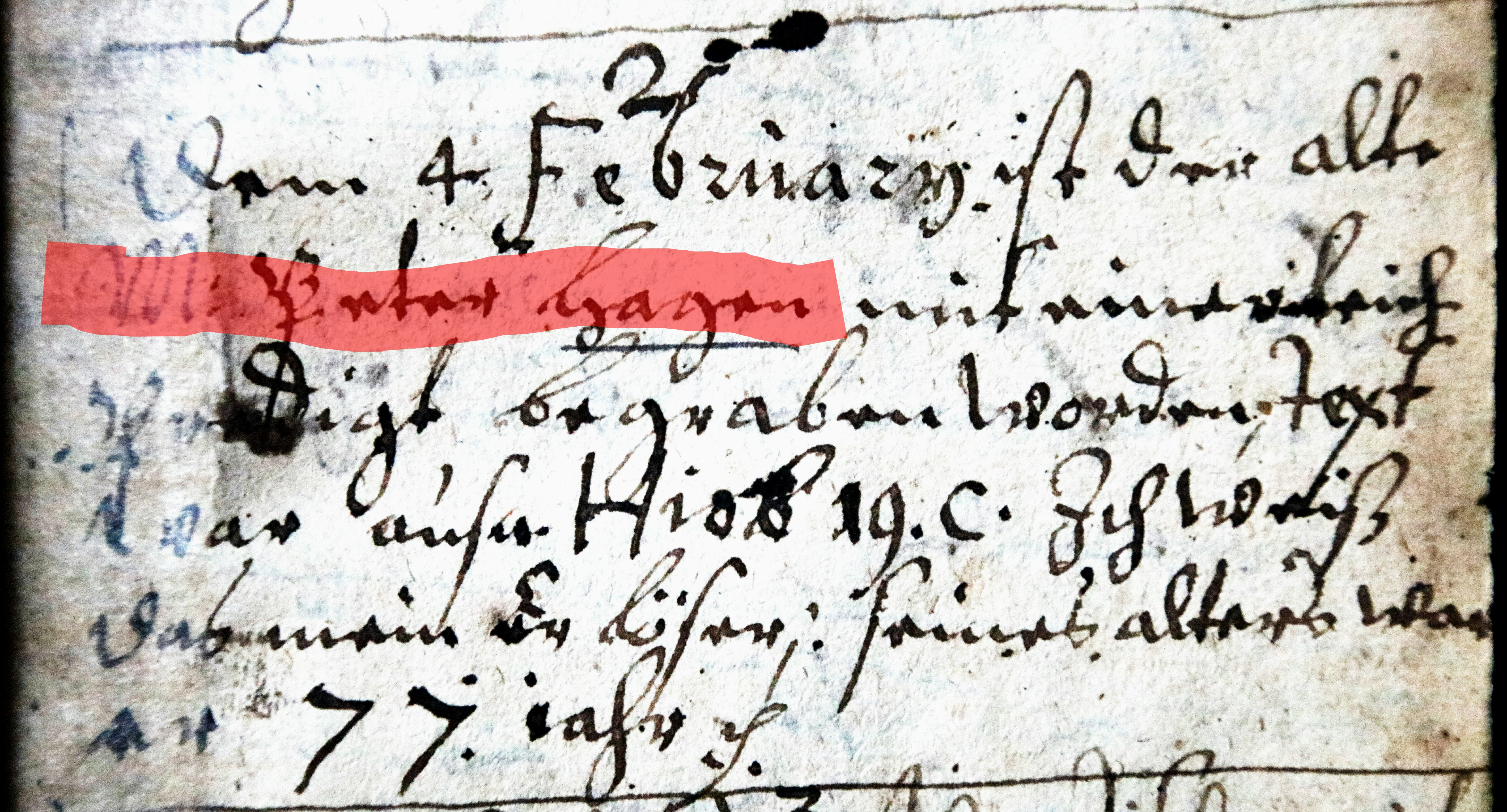
1679年4月14日（此为格里高利历，对应儒略历4月4日）的格尔茨克的教区记事录，红色标注者即为彼得·哈根多夫的死亡记录